# Pierwsze, drugie… zapnij mi obuwie
Pierwsze, drugie… zapnij mi obuwie (ang. One, Two, Buckle My Shoe) – powieść kryminalna Agathy Christie, wydana po raz pierwszy w 1941 roku, w Wielkiej Brytanii. Rolę detektywa powierzono Herkulesowi Poirot, w książce pojawia się również inspektor Japp ze Scotland Yardu.

## Opis fabuły
Pan Morley – znany i ceniony dentysta – zostaje znaleziony martwy we własnym gabinecie. Gdy okazuje się, że jeden z jego pacjentów – pan Amberiotis – zmarł na skutek przedawkowania środków przeciwbólowych, policja uznaje, że Morley popełnił samobójstwo, nie chcąc ponosić odpowiedzialności za błąd w sztuce lekarskiej. To rozwiązanie nie zadowala Herkulesa Poirota, znanego detektywa. Wkrótce okazuje się, że jedna z pacjentek zaginęła.

## Rozwiązanie
Morderstwo popełnił Allistair Blunt, zamożny finansista, który feralnego dnia był jednym z pacjentów Morleya. Jego głównym celem było zamordowanie Amberiotisa. W tym celu po swojej wizycie u Morleya zamordował go i sam przebrał się w jego fartuch. Tak przygotowany poczekał na Amberiotisa i, udając dentystę, wstrzyknął mu do ust truciznę. Mężczyzna w niczym się nie zorientował, ponieważ przekonany był, że zaaplikowano mu lekarstwo.
Kiedy Hercules Poirot wyjawia Bluntowi, że odkrył prawdę, nawiązuje się między nimi ciekawy dialog. Biznesmen stara się przekonać detektywa, że niektórym ludziom wolno dopuszczać się zbrodni w imię celów wyższych. Ma ich usprawiedliwiać to, że – podobnie jak on – robią wiele pożytecznego dla polityki kraju. Dlatego jego zdaniem Poirot nie powinien iść na policję ze swymi odkryciami. Detektyw pozostaje jednak wierny swoim przekonaniom – dla niego zbrodnia jest zbrodnią, a morderca powinien ponieść zasłużoną karę.

Pierwsze, drugie – zapnij mi obuwie;
Trzecie, czwarte – zamknij drzwi otwarte;
Piąte, szóste – dobierz patyczki proste;
Siódme, ósme – ułóż je prosto;
Dziewiąte, dziesiąte – kura tłusta na zachętę;
Jedenaste, dwunaste – pułapki przepastne;
Trzynaste, czternaste – dziewczyny zalecają się;
Piętnaste, szesnaste – kucharki ciekawskie;
Siedemnaste, osiemnaste – dziewczyny przyjazne;
Dziewiętnaste, dwudzieste – moje talerze są puste.